# 田中寿美子
田中 寿美子（たなか すみこ、1909年（明治42年）12月20日 - 1995年（平成7年）3月15日）は、日本の政治家、婦人問題評論家、翻訳家。日本社会党中央執行副委員長、日本婦人会議（現・I女性会議）議長、婦人問題懇話会代表などを歴任。
夫は社会党衆議院議員の田中稔男。次女はメキシコ大学院大学アジア・アフリカ研究センター教授の田中道子。

## 来歴

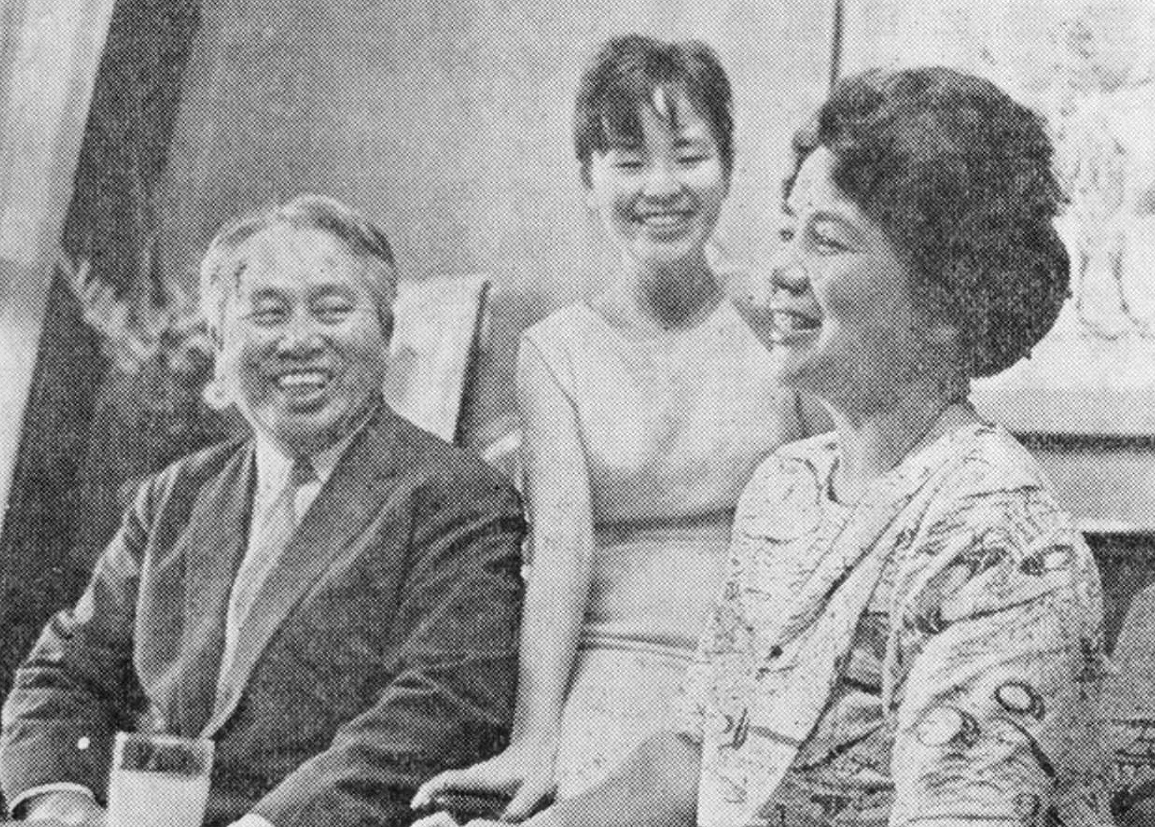
左から田中稔男、次女の田中道子、田中寿美子（1966年）

兵庫県神戸市生まれ。高等女学校教師などを経て、1948年、労働省婦人少年局に入省。同僚には森山真弓、赤松良子らがいた。1950年、婦人課長に就任。1955年に退職し、日本社会党に入党した。婦人問題の評論家として活動。
1960年11月の衆院選で夫の田中稔男が次点で落選。
1962年4月14日、安保闘争に関わった女性たちによって「日本婦人会議」が設立され、議長には田中、松岡洋子、岸輝子、深尾須磨子、羽仁説子、高田なほ子、野口政子、田所八重子ら8人が就任した。
同日、山川菊栄らと「婦人問題懇話会」（1984年に「日本婦人問題懇話会」に改称）を設立。初代代表を山川が務めたのち、田中が後を継いだ。
1963年1月、社会党から参院選全国区への出馬要請を受ける。同年7月に出馬を決心。同年11月の衆院選で社会党は旧福岡3区に元職の田中稔男と新人の細谷治嘉を擁立。細谷は初当選を果たし、稔男はまたも落選した。
1965年、第7回参議院議員通常選挙全国区に社会党から初出馬し初当選。以後連続3回当選。婦人局長を歴任。この間、「国連婦人の10年推進議員連盟」や「戦争への道を許さない女性連絡会」、「中間施設を考える会」などを設立。「男女雇用平等法案」を国会に提出するなど社会党の女性政策確立に大きく貢献した。
1980年、飛鳥田一雄委員長の下で党中央執行副委員長に就任。1983年、政界を引退。
引退後は、評論家として活動し男女雇用機会均等法成立に尽力、フェミニストでもあった。マーガレット・ミード『女性と男性』を邦訳した他、女性学研究者として「近代日本の女性像」や「女性解放の思想と行動」の編著、「パラシュートと母系制」「ジュスマ・マンシェルさん物語」などの著書も出版している。 
1995年3月15日、死去。

## 著書
- 『世界女性解放史』（共著、中央公論社） 1957
- 『働く女性の生きかた - 職業と結婚をめぐって』（中央公論社） 1957
- 『若い女性の生きかた』（社会思想研究会出版部、現代教養文庫） 1959
- 『ビジネス・マダム - 共かせぎ百科』（読売新聞社） 1963
- 『新しい家庭の創造 - ソビエトの婦人と生活』（岩波新書） 1964
- 『二人のための人生論 - 女として忘れてならないこと』（大和書房） 1968
- 『女性にとって生きがいとは何か』（文化出版局） 1970
- 『自立する女性へ - 私の生涯から』（国土社） 1979
- 『パラシュートと母系制 - 回想のわが戦後史』（ドメス出版） 1986
- 『ジュスマ・マンシェルさん物語 - インドネシア母系社会に生きた日本人女性』（共著、ドメス出版） 1991

### 編著
- 『近代日本の女性像 - 明日を生きるために』（社会思想社、現代教養文庫） 1968
- 『現代婦人問題講座』（亜紀書房） 1969
- 『女性解放の思想と行動』（時事通信社） 1975
- 『山川菊栄集』（岩波書店） 1982

## 翻訳
- 『女性 - この優れたるもの』（アシュリー・モンタギュー、法政大学出版局） 1954
- 『男性と女性 - 移りゆく世界における両性の研究』（マーガレット・ミード、東京創元社） 1961
- 『アメリカ女性史』（イーディス・ホシノ・アルトバック、新潮選書） 1976